# Lugnet
Il Lugnet è un trampolino situato a Falun, in Svezia.

## Storia
Inaugurato nel 1972 in luogo dello smantellato Källviken, l'impianto ha ospitato le gare di salto con gli sci e di combinata nordica dei Campionati mondiali di sci nordico del 1974 e - dopo una profonda ristrutturazione - del 1993, oltre a numerose tappe della Coppa del Mondo di combinata nordica e della Coppa del Mondo di salto con gli sci.
Entrambi i trampolini furono ristrutturati nel 2014, in vista dei Mondiali del 2015.

## Caratteristiche
Originariamente il complesso era costituito da un trampolino K70 e da uno K90; in seguito alla ristrutturazione del 2014 i due trampolini ora presenti sono un HS 100 con punto K 90 (trampolino normale) e HS 134 con punto K 120 (trampolino lungo); i rispettivi primati di distanza appartengono allo sloveno Primož Peterka (105,5 m nel 1996) al maschile, quello femminile appartiene a Sarah Hendrickson (98,5 m nel 2015) nel HS 100; mentre al tedesco Severin Freund (135,5 m nel 2015) appartiene quello dell'HS 134.